# Operational Mentoring Liaison Team

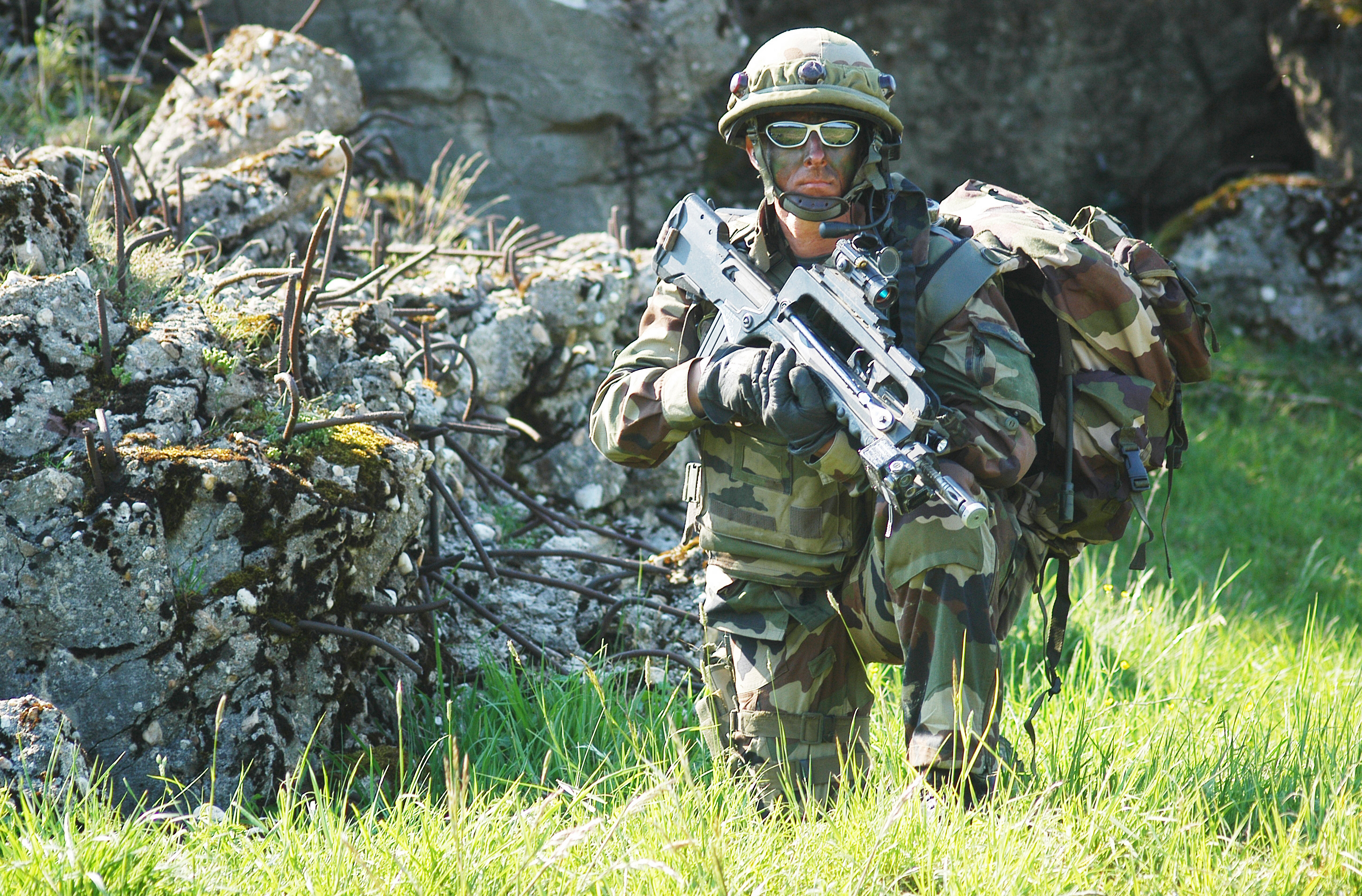
Un militaire français armé d'un Famas dans le Joint Multinational Readiness Center de l'OTAN à Hohenfels dans le District du Haut-Palatinat en 2008 s'entrainant pour sa mission au sein d'une Operational Mentoring Liaison Team.

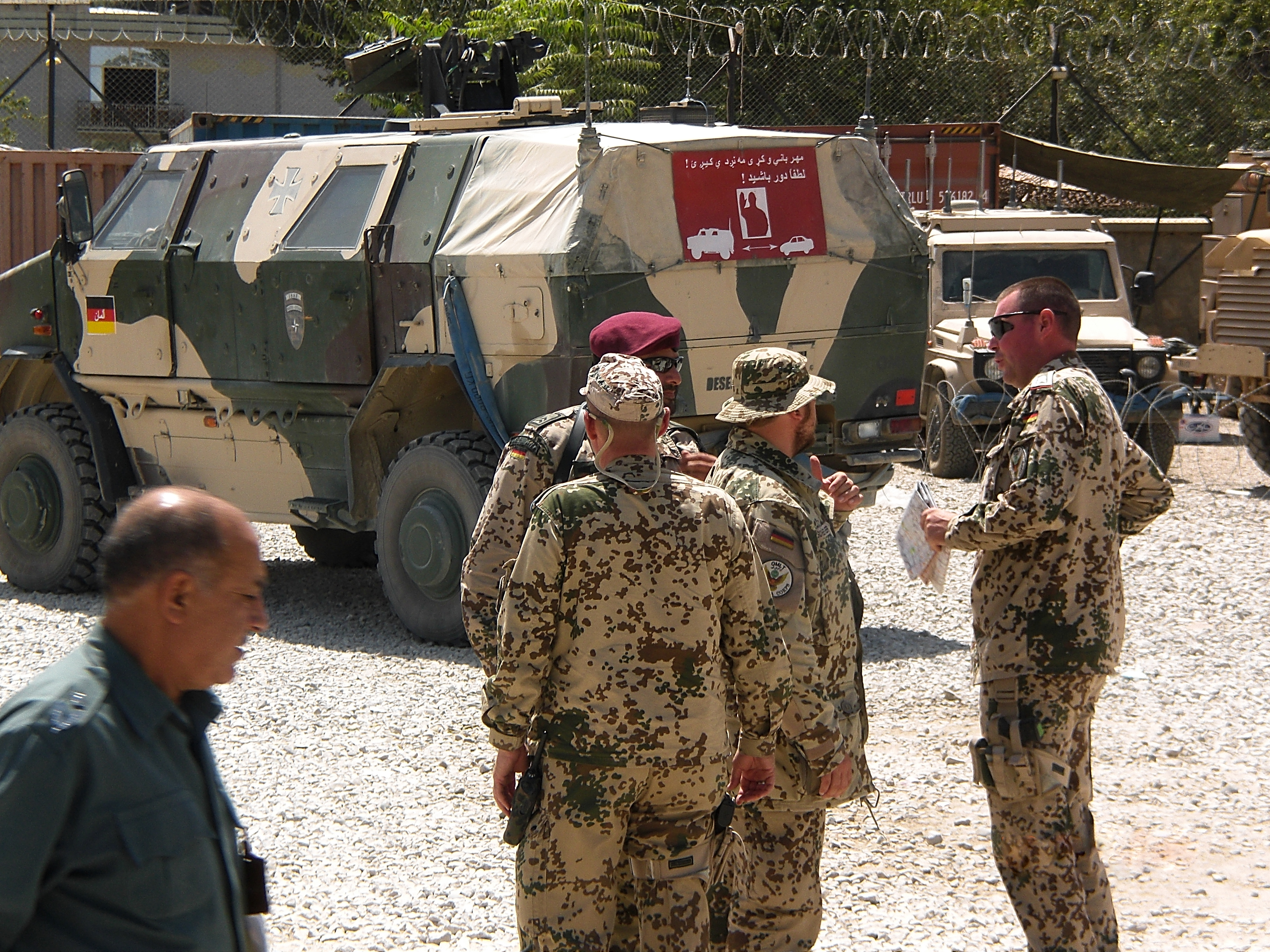
Allemand OMLT soldat OCCP (Operations Coordination Center-Provincial) Kunduz.

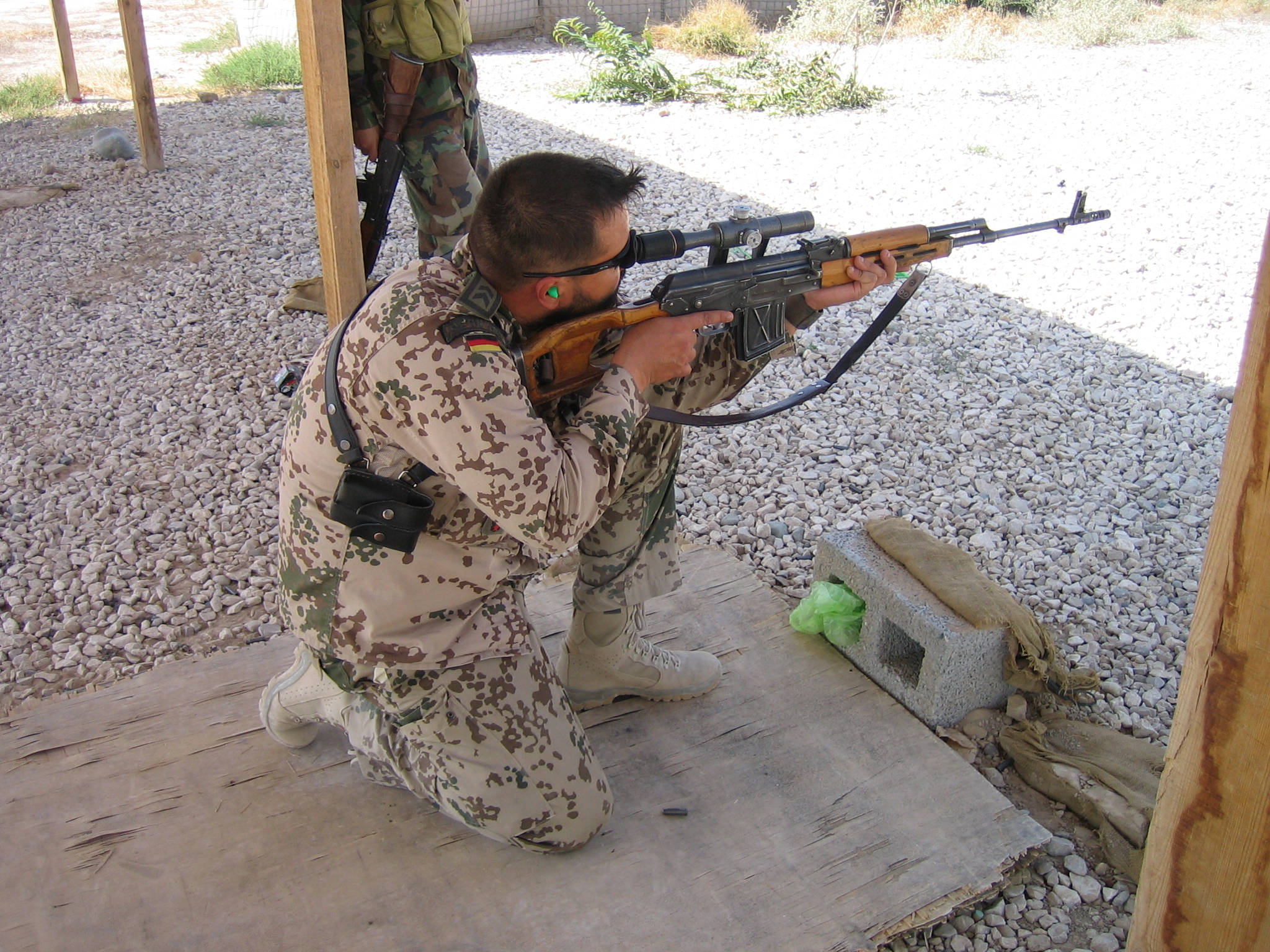
Allemand OMLT-sniper avec Dragounov Kunduz.

OMLT est l'acronyme anglais de Operational Mentor and Liaison Team. En français, Équipe de Liaison et de Tutorat Opérationnel (ELTO).
Au sein de la Force internationale d'assistance et de sécurité (International Security Assistance Force ou ISAF) de l'OTAN en Afghanistan, les OMLT sont de petites équipes de cadres et de spécialistes regroupant de treize à une cinquantaine de personnels dont le rôle est de conseiller les militaires de l'armée nationale afghane (ANA) pour développer l’instruction et l’entraînement (mentoring en Anglais) et permettre à ces unités de bénéficier des appuis (feu, aérien, renseignement) directs de l'ISAF lorsqu'elles sont engagées au combat.
En octobre 2009, 59 sont en activité avec 68 pays contributeurs dans cinq régions de l'Afghanistan et l'on en prévoit un total de 68.
Les OMLT sont la déclinaison multinationale du système américain d'Équipes d'Instruction Incorporées (EII) (Embedded Training Teams (en)), qui prévoit l'exécution par des forces "régulières" de la mission d'encadrement, d'instruction et de conseil au niveau tactique d'unités de l'armée locale, mission techniquement réservée jusqu'alors aux forces spéciales.
Le concept des ELTO fait partie intégrante de l'ISAF, au même titre que l'action militaire et les Équipes régionales de reconstruction (Provincial Reconstruction Team).
Il existe aussi des POMLT (Police Operational Mentoring and Liaison Team). 200 gendarmes français effectue un séjour de 6 mois en 2010/2011 dans le cadre de celle-ci. Leur mission était d'accompagner et de conseiller les policiers afghans.

### Documentaire
- Stéphane Bras, POMLT : Gendarmes en Afghanistan, 2010, Chinon, Anovi, 2015, 180 p. (ISBN 978-2-914818-78-0)

### Culture populaire
- Muriel B., Fusil d'assaut et mascara, Les éditions du Net, 13 octobre 2014